# Leckott Zamora
Audencio "Leckott"  Zamora (El Algarrobal, Misión Chaqueña, 1948) es escritor, músico, periodista, referente y artesano del pueblo wichí. Vivió por muchos años en Venezuela y actualmente reside en Puerto Tirol, provincia de Chaco. Es autor de diversos libros sobre la cultura de los wichí. Ha colaborado en diversos artículos periodísticos y científicos relacionados con derechos, salud y educación de los pueblos indígenas.

## Vida y obra

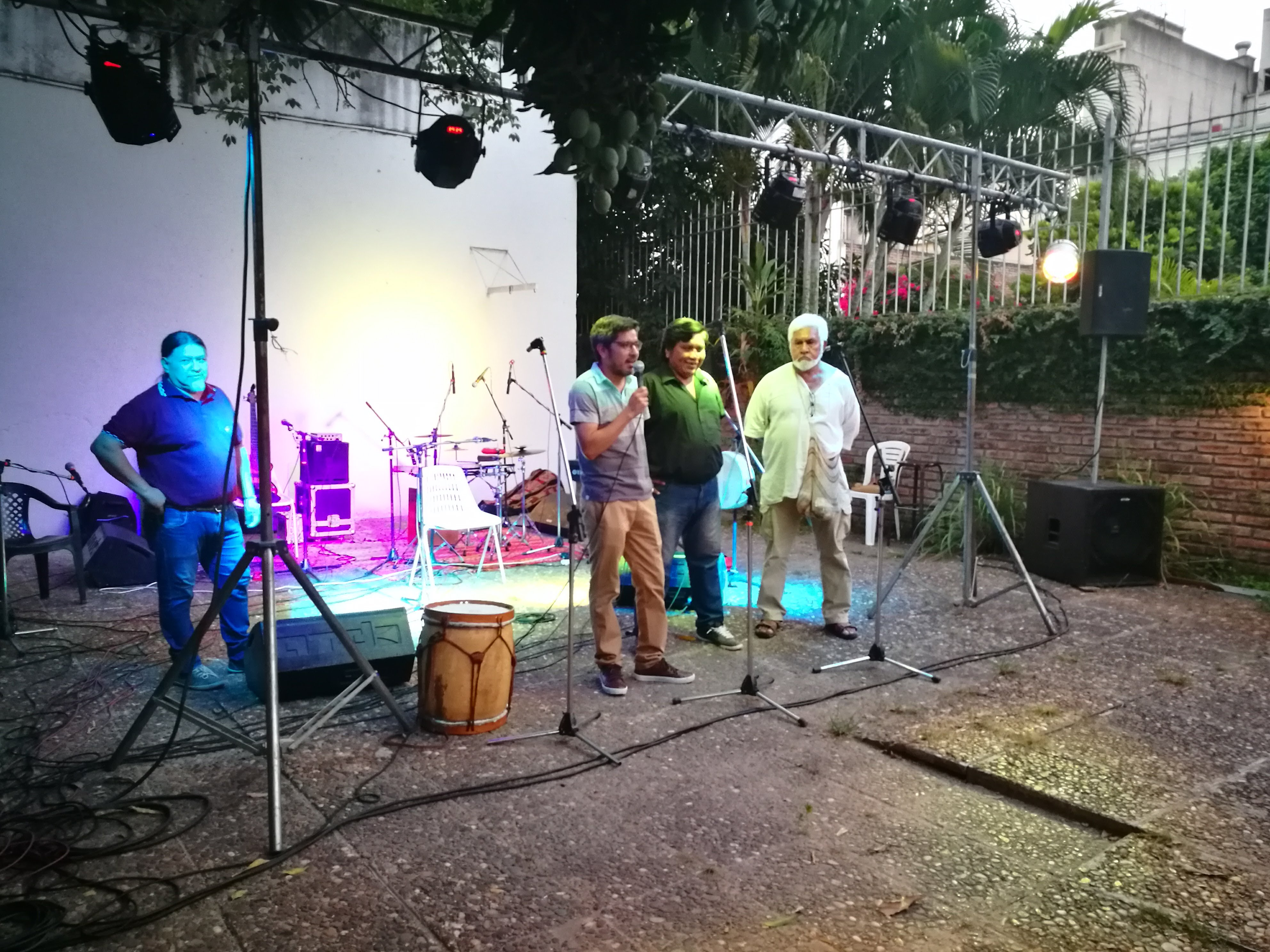
Lecko Zamora en el Aniversario del Coro Qom Chelaalapí

Fue miembro fundador del Movimiento Indígena de Guayana (MIG), del Consejo Indígena Ka´riña (CONIKA), de la Asociación de Empresarios Ye'kwana (ACEY), en Caura-Erebato, de la Empresa de Turismo Indígena Kuyuwi en Maripa. Colaboró con la Federación Indígena de Bolívar (FIB), el Consejo Nacional Indio de Venezuela (CONIVE), y la Confederación de Pueblos Indígenas de Bolivia (CIDOB) y de la Organización de Capitanías de los Pueblos Indígenas Tapiete y Wennhayek (ORCAWETA) y del Consejo de Caciques de la Zona Bermejo, Salta. También fue presidente de la Fundación Chaco Artesanal.
Realizó actuaciones y colaboraciones con el Grupo Choss Ph'anté, con el Coro Qom Chelaalapí y con Jerez Le Cam Ensemble en la ópera concierto Las voces del silencio, la cual se mostró en la Ballena Azul del Centro Cultural Kirchner, en Buenos Aires con la participación de Octorina Zamora y otras localidades de Argentina y Francia.
Actualmente es miembro de la Comisión Asesora del Programa Pueblos Indígenas de la Universidad Nacional del Nordeste en Resistencia, provincia de Chaco. Es miembro del Centro de Documentación Indígena No'lhametwet del Programa Cultura de los Pueblos Originarios perteneciente al Instituto de Cultura de Chaco donde realiza charlas y talleres relacionados con los pueblos indígenas de la región.

## Publicaciones

### Libros
- Ecos de la Resistencia  Resistencia: Ministerio de Educación, Cultura, Ciencia y Tecnología; ConTexto. (2018). 2.ª ed.[30]
- Echoes of the Resistance: the light of the ancestors (2017). Miami: Alexandria Library.[31]
- Chico J, Ancalao L, Castells M. Lenguaje: poesía en idiomas indígenas americanos (2015). Córdoba: Festival Internacional de Poesía.[32]
- El árbol de la vida wichí (2012). Resistencia: Instituto de Cultura de la Provincia del Chaco.
- Ecos de la Resistencia (2009). Resistencia: Instituto de Cultura de la Provincia de Chaco.

### Textos
- L'Origen i l'Ara dels Wichí. Quaderns d'educació contínua, (25), 85-90. (2011)[33]
- América en Octubre. (2005)[34]
- Estamos. (2005)[34]